# Evangelische Kirche Smržovka

Evangelische Kirche Morchenstern mit Pfarrhaus

Die Evangelische Kirche war ein (1980 abgebrochenes) Kirchenbauwerk in Smržovka (deutsch Morchenstern), einer Stadt im Liberecký kraj in Tschechien.

## Geschichte
Die evangelische Kirchengemeinde von Morchenstern wurde im Zuge der Los-von-Rom-Bewegung gegründet. Mit dem Aufbau der Gemeinde wurde Helmuth Pommer aus Wien als Vikar beauftragt. Auf seine Initiative hin entstand 1903 ein Kirchenbau in Form einer einfachen Saalkirche, bekrönt von einem Giebeldachreiter. Nach Plänen von Otto Bartning, der im Jahr zuvor für denselben Auftraggeber die Bergkirche Schenkenhan errichtet hatte, wurde 1910 ein Chorbau zugefügt. Mit der Vertreibung der Deutschen aus der Tschechoslowakei 1945 wurde die Kirche staatlicherseits beschlagnahmt und geschlossen, um schließlich nach Jahrzehnten der Vernachlässigung 1980 abgebrochen zu werden.